# Stiftung Edith Maryon
Die Stiftung «Edith Maryon» zur Förderung sozialer Wohn- und Arbeitsstätten ist eine anthroposophisch orientierte, im Jahr 1990 gegründete Non-Profit-Organisation, die sich den gemeinnützigen Umgang mit Grund und Boden und Liegenschaften zum Ziel gesetzt hat. Die Stiftung übernimmt Immobilien aller Art (und Nutzungsart), damit sie auf Dauer der Spekulation entzogen sind. Sie stellt die Liegenschaften Dritten zur Verfügung zur Verwirklichung sozial innovativer und nachhaltiger Projekte. Die geografischen Tätigkeitsschwerpunkte der Stiftung sind die Nordwestschweiz (Basel und Umgebung) und Berlin.

## Geschichte
Die Stiftung Edith Maryon wurde 1990 von Christoph Langscheid, John Ermel und Michael Riggenbach mit einem Startkapital von 12'000 Schweizer Franken  gegründet. Sie gilt als frühe Pionierin des Mission und Impact Investing, spezialisiert auf Immobilien bzw. Grund und Boden. Im Wohnbereich sind oft Elemente der Cohousing-Idee verwirklicht. Benannt ist die Stiftung nach der englischen Bildhauerin Edith Maryon aufgrund deren Engagements u. a. für den sozialen Wohnungsbau. Die Bilanzsumme der Stiftung beläuft sich  auf 304 Mio. Schweizerfranken. (Stand Dez. 2019) Ihr Wachstum hat die Stiftung Edith Maryon im Wesentlichen Schenkungen, Vermächtnissen und zinslosen Darlehen von einer Vielzahl von Privatpersonen zu verdanken. Im Laufe der Jahre hat sich die Stiftung ausserdem zu einer Vergabe- oder Förderstiftung im Bereich Kunst und Kultur entwickelt.

## Projekte (Auswahl)
- Unternehmen Mitte, Basel[5]
- Ackermannshof, Basel[6]
- Hotel Krafft, Basel
- Rudolf Steiner Schulen in Münchenstein (ehemalige Haas’sche Schriftgiesserei) und in Basel
- Kloster Schönthal (Schweiz)
- Alte Feuerwehr Viktoria, Bern[7]
- ExRotaprint, Berlin
- Ehemaliges Stummfilmkino Delphi, Berlin
- Eine-Welt-Zentrum, Berlin[8]
- Schokoladen, Berlin[9]
- HALLE Tanzbühne, Berlin[10] der cie. toula limnaios
- Landwerk Neuendorf
- KlausHaus, Leipzig[11][12][13]
- Kindl-Areal, Berlin-Neukölln, Projekt VOLLGUT[14]
- Sunnehügel – Haus der Gastfreundschaft, Schüpfheim[15]
- Landgut Pretschen, Märkische Heide[16]
- Hof Bain da Chauenas, Scuol[17]
- Markthalle Basel

## Organisation
Oberstes Stiftungsorgan ist der Stiftungsrat, bestehend aus fünf Personen. Dem Stiftungsrat steht ein Beirat aus 18 Personen beratend zur Seite. Das tägliche Geschäft obliegt einer Geschäftsstelle in Basel mit 17 Mitarbeiterinnen und Mitarbeitern (Stand 2020).